# Атлетика на Летњим параолимпијским играма 2016 — 400 метара за мушкарце T12
Трка на 400 метара у класи 12 за мушкарце, била је једна од 29 дисциплина атлетског програма на Летњим параолимпијским играма 2016. у Рио де Жанеиру, Бразил. Такмичење је одржано 8. и 9. септембра на Олимпијском стадиону Жоао Авеланж.

## Земље учеснице
Учествовало је 15 такмичара из 14 земаља.
1. Азербејџан (1)
2. Боцвана (1)
3. Етиопија (1)
4. Јужноафричка Република (1)
5. Кенија (1)
6. Кина (1)
7. Лесото (1)
8. Мароко (1)
9. Мексико (2)
10. Намибија (1)
11. Немачка (1)
12. Португалија (1)
13. Узбекистан (1)
14. Шпанија (1)

## Рекорди пре почетка такмичења
(стање 8. септембра 2016.)
| Рекорди пре почетка Параолимпијских игара 2016. | Рекорди пре почетка Параолимпијских игара 2016. | Рекорди пре почетка Параолимпијских игара 2016. | Рекорди пре почетка Параолимпијских игара 2016. | Рекорди пре почетка Параолимпијских игара 2016. | Рекорди пре почетка Параолимпијских игара 2016. |
| ----------------------------------------------- | ----------------------------------------------- | ----------------------------------------------- | ----------------------------------------------- | ----------------------------------------------- | ----------------------------------------------- |
| Светски рекорд                                  | 48,52                                           | Махмоуд Кхалди                                  | Тунис                                           | Лондон, Уједињено Краљевство                    | 6. септембар 2012.                              |
| Параолимпијски рекорд                           | 48,52                                           | Махмоуд Кхалди                                  | Тунис                                           | Лондон, Уједињено Краљевство                    | 6. септембар 2012.                              |

## Сатница
| Датум              | Време | Ниво               |
| ------------------ | ----- | ------------------ |
| 8. септембар 2016. | 11:56 | Квалификације (Г1) |
| 8. септембар 2016. | 12:04 | Квалификације (Г2) |
| 8. септембар 2016. | 12:11 | Квалификације (Г3) |
| 8. септембар 2016. | 12:18 | Квалификације (Г4) |
| 8. септембар 2016. | 18:38 | Полуфинале (Г1)    |
| 8. септембар 2016. | 18:46 | Полуфинале (Г2)    |
| 9. септембар 2016. | 19:31 | Финале             |

Сва времена су по локалном времену (UTC+3)

## Освајачи медаља
|                   |                     |                              |
| Ћичао Суен · Кина | Махди Афри · Мароко | Луис Гонзалвез · Португалија |

## Резултати

### Квалификације
Квалификације су одржане 8.9.2016. годину у 11:56, 12:04 и 12:11. Такмичари су били подељени у три групе. У полуфинале су се пласирала првопласирани  такмичари из сваке групе и 4 на основу резултата.,,
| Пласман | Група | Атлетичар                      | Земља                  | Класа | ЛР    | ЛРС   | Резултат | Белешка  |
| ------- | ----- | ------------------------------ | ---------------------- | ----- | ----- | ----- | -------- | -------- |
| 1.      | 2     | Махди Афри                     | Мароко                 | Т12   | 50,26 | 50,26 | 49,32    | КВ, ЛР   |
| 2.      | 3     | Хоан Мунар Мартинез            | Шпанија                | Т12   | 50,11 | 50,11 | 49,56    | КВ, ЛР   |
| 3.      | 3     | Ћичао Суен                     | Кина                   | Т12   | 49,24 | 51,10 | 49,58    | кв, ЛРС  |
| 4.      | 2     | Луис Гонзалвез                 | Португалија            | Т12   | 49,59 | 50,84 | 49,60    | кв, ЛРС  |
| 5.      | 3     | Елмир Јабрајилов               | Азербејџан             | Т12   | 49,57 |       | 49,74    | кв       |
| 6.      | 1     | Хилтон Лангенховен             | Јужноафричка Република | Т12   | 49,04 | 50,45 | 50,26    | КВ, ЛРС  |
| 7.      | 1     | Томас Улбрихт                  | Немачка                | Т12   | 50,27 | 50,28 | 50,77    | кв       |
| 8.      | 3     | Хесус Мануел Мартинез Валес    | Мексико                | Т12   | 49,85 | 50,86 | 51,10    |          |
| 9.      | 1     | Кеатларетсе Маботе             | Боцвана                | Т12   | 51,49 | 52,46 | 51,33    | ЛР       |
| 10.     | 1     | Мегерса Тасиса Бати            | Етиопија               | Т12   | 51,87 | 52,39 | 51,39    | ЛР       |
| 11.     | 4     | Хорхе Бењамин Гонзалез Сауседа | Мексико                | Т12   | 49,21 | 49,68 | 52,62    | КВ       |
| 12.     | 2     | Село Мотхебе                   | Лесото                 | Т12   | 53,13 | 53,86 | 54,65    |          |
|         | 2     | Martin Amutenya Aloisius       | Намибија               | Т12   | 51,61 | 51,61 | Диск.    | чл. 18.5 |
|         | 4     | Fakhriddin Khamraev            | Узбекистан             | Т12   | 49,89 | 50,96 | Диск.    | чл. 18.5 |
|         | 4     | Хенри Нзунги Мвендо            | Кенија                 | Т12   | 49,82 | 51,08 | Диск.    | чл. 18.5 |

### Полуфинале
Полуфинале је одржано 8.9.2016. годину у 18:38 и 18:46. Такмичари су били подељени у две групе. У полуфинале су се пласирала првопласирани  такмичари из сваке групе и 2 на основу резултата.,,
| Пласман | Група | Атлетичар                      | Земља                  | Класа | Резултат | Белешка  |
| ------- | ----- | ------------------------------ | ---------------------- | ----- | -------- | -------- |
| 1.      | 2     | Ћичао Суен                     | Кина                   | Т12   | 49,28    | КВ, ЛРС  |
| 2.      | 2     | Махди Афри                     | Мароко                 | Т12   | 59,41    | кв       |
| 3.      | 1     | Луис Гонзалвез                 | Португалија            | Т12   | 49,92    | КВ       |
| 4.      | 2     | Хоан Мунар Мартинез            | Шпанија                | Т12   | 50,12    | кв       |
| 5.      | 1     | Елмир Јабрајилов               | Азербејџан             | Т12   | 50,17    |          |
| 6.      | 2     | Томас Улбрихт                  | Немачка                | Т12   | 51,40    |          |
| 7.      | 1     | Хилтон Лангенховен             | Јужноафричка Република | Т12   | Диск.    | чл. 18.5 |
|         | 2     | Хорхе Бењамин Гонзалез Сауседа | Мексико                | Т12   | НС       |          |

### Финале
Такмичење је одржано 9.9.2016. годину у 19:31,,
| Пласман | Атлетичар           | Земља       | Класа | Резултат | Белешка |
| ------- | ------------------- | ----------- | ----- | -------- | ------- |
|         | Ћичао Суен          | Кина        | Т12   | 48,57    | РР, ЛР  |
|         | Махди Афри          | Мароко      | Т12   | 49,00    | ЛР      |
|         | Луис Гонзалвез      | Португалија | Т12   | 49,54    | ЛР      |
| 4.      | Хоан Мунар Мартинез | Шпанија     | Т12   | 50,08    |         |